# Ryszard Niemiec

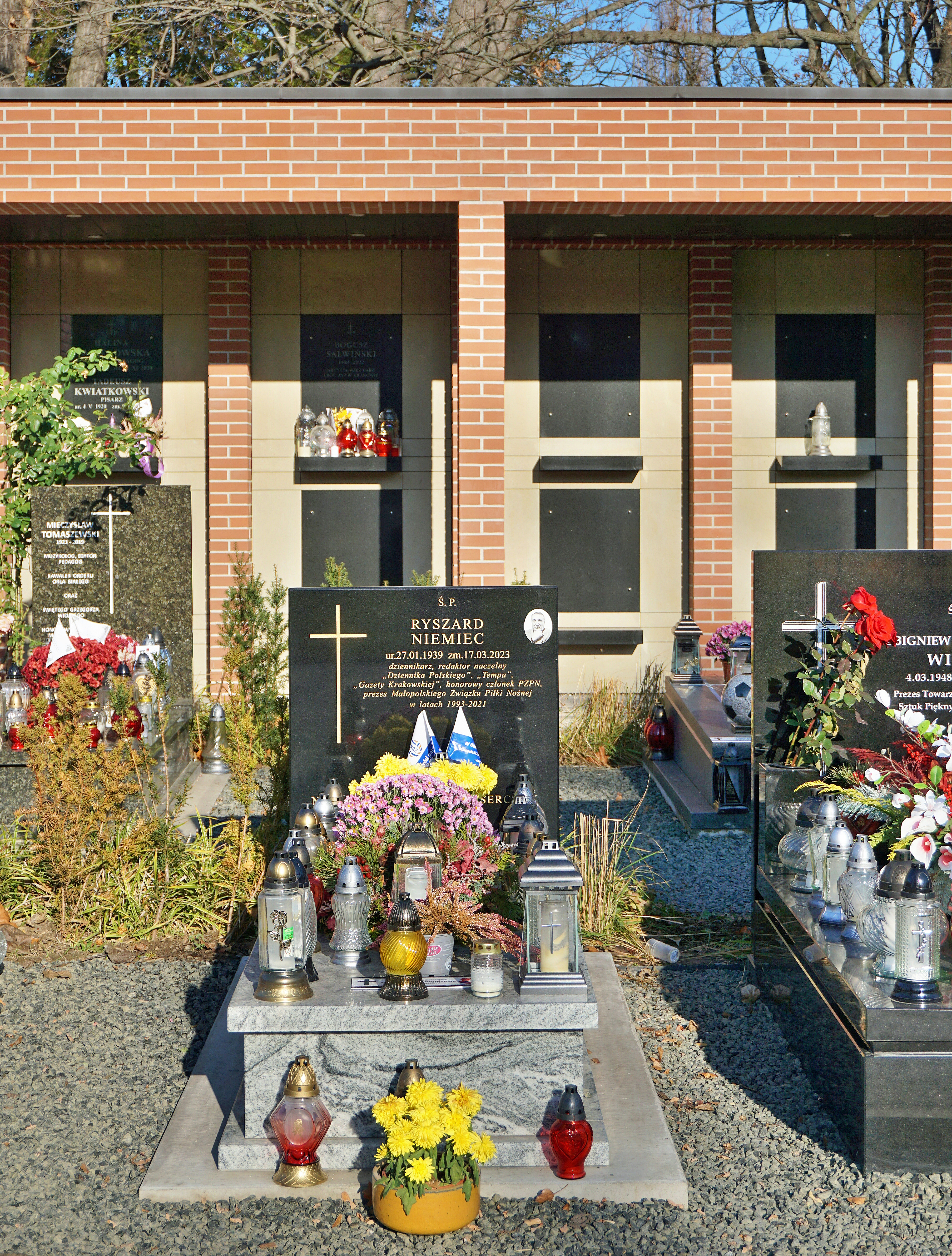
Grób Ryszarda Niemca na Cmentarzu Rakowickim

Ryszard Józef Niemiec (ur. 27 stycznia 1939 w Bażanówce, zm. 17 marca 2023 w Krakowie) – polski dziennikarz, redaktor naczelny gazet krakowskich: Dziennika Polskiego (1981-1983), Tempa (1983-1994), Gazety Krakowskiej (1994-2004), działacz sportowy, m.in. prezes Rzeszowskiego Okręgowego Związku Koszykówki (1974-1979), Krakowskiego Okręgowego Związku Piłki Nożnej (1993-2000) i Małopolskiego Okręgowego Związku Piłki Nożnej (od 2000), także koszykarz, wicemistrz Polski (1973).

## Życiorys

### Wykształcenie i kariera sportowa
Był absolwentem Liceum Ogólnokształcącego im. Juliusza Słowackiego w Przemyślu (1956) oraz Uniwersytetu Jagiellońskiego (1964 - na Wydziale Filozoficzno-Historycznym, 1974 - na Wydziale Filologii Polskiej). Był zawodnikiem klubów koszykarskich: Cracovii (1958-1960), z którą w 1959 awansował do ekstraklasy, Sparty Kraków (1960-1966) oraz Resovii (1967-1973). Z rzeszowskim klubem awansował do ekstraklasy w 1971. Na zakończenie kariery sięgnął po wicemistrzostwo Polski w 1973.

### Kariera dziennikarska
W latach 1952–1956 członek Związku Młodzieży Polskiej, od 1966 członek PZPR.
W latach 1967–1972 pracował w Nowinach Rzeszowskich, w latach 1972–1980 był korespondentem rzeszowskim Trybuny Ludu, od stycznia 1981 do maja 1983 redaktorem naczelnym Dziennika Polskiego, od czerwca 1983 do czerwca 1994 redaktorem naczelnym Tempa, od czerwca 1994 do grudnia 2004 redaktorem naczelnym Gazety Krakowskiej, następnie został redaktorem seniorem tej ostatniej gazety. Początkowo zajmował się reportażem, następnie pisał felietony, m.in. Starty-falstarty (w Nowinach Rzeszowskich, następnie w Tempie (1975-1998) i Sporcie, Listy z Rzeszowa w Szpilkach, w latach 1982–1990 współpracował też z Życiem Literackim. 
W latach 1974–1981 był wiceprezesem Klubu Reportażu Stowarzyszenia Dziennikarzy Polskich (SDP), w latach 1983–1987 prezesem Klubu Dziennikarzy Sportowych SDP, od listopada 1980 do grudnia 1982 członkiem zarządu SDP, w latach 1987–1991 członkiem zarządu Stowarzyszenia Dziennikarzy PRL, następnie Stowarzyszenia Dziennikarzy Rzeczypospolitej Polskiej, w latach 1987–2001 kierował krakowskim oddziałem SD PRL, następnie SD RP. 
Opublikował książki Ludzie i ludziska (1979), Rodzinne strony (1980), Sport rzeszowski (1980 - z Andrzejem Kosiorowskim), Na śmierć i życie (1982), Na barykadach wojen futbolowych (2010).

### Działacz sportowy
W latach 1974–1979 kierował Rzeszowskim Okręgowym Związkiem Koszykówki, w latach 1993–2000 Krakowskim Okręgowym Związkiem Piłki Nożnej, od 2000 Małopolskim Okręgowym Związkiem Piłki Nożnej. W latach 1976–1980 był członkiem zarządu CWKS Resovia, w latach 1995–2000 i od 2004 był członkiem zarządu PZPN.

### Odznaczenia i wyróżnienia
- Nagroda Trybuny Ludu (1974)
- Złote Pióro (przyznawane przez Klub Dziennikarzy Sportowych) - 1978, 1985
- Krzyż Kawalerski Orderu Odrodzenia Polski (1985)
- Nagroda im. F. Gila (1980)
- Medal Kalos Kagathos (2003)
- Honorowy Członek PZPN (2004)